# بكتيريا سلبية الغرام

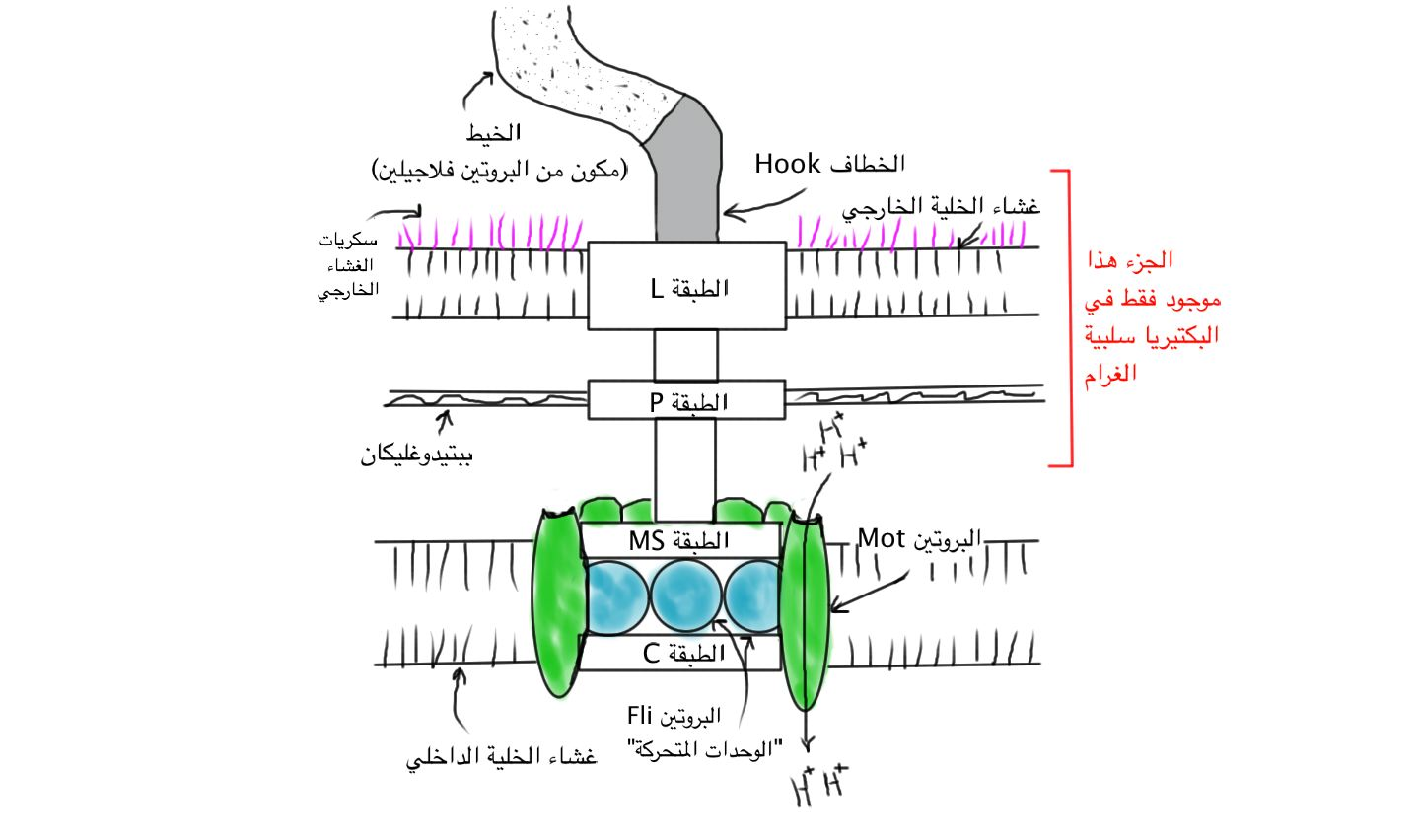
الشكل يظهر تركيب السوط الاساسي، يتحرك السوط حركة دورانية مع او ضد عقارب الساعة، على حسب حاجة الخلية، تتم هذه الحركة عن طريق امرار بروتونات (ايون الهيدروجين) عن طريق البروتين Mot

البكتيريا سالبة غرام أو بكتيريا سلبية الغرام (بالإنجليزية: Gram-negative bacteria)‏ هي البكتيريا التي لا تحتفظ بصبغة الكريستال البنفسجي في بروتوكول صبغة غرام.

## بنية جُدر الجراثيم سلبية الغرام
تمتلك كل من الجراثيم إيجابية الغرام وسلبية الغرام عدة طبقات تحميها من البيئة خارج الخلوية، وذلك بخلاف الخلايا الحيوانية التي تمتلك طبقة واحدة فقط مكونة من غلاف فوسفوليبيدي مضاعف. وتدعى الطبقة المحيطة بغشاء الجراثيم بطبقة الببتيدوغليكان، أو الجدار الخلوي.
تمتلك الجراثيم سلبية الغرام إضافةً للغشاء الخلوي وطبقة الببتيدوغليكان غلافًا خارجيًا، كما أنَّ هنالك فراغًا بين الغلاف الداخلي وطبقة الببتيدوغليكان، تمتلأ هذه المساحة بجل يحوي بروتينات وأنزيمات.
لا تحوي طبقة الببتيدوغليكان عند الجراثيم سلبية الغرام على حمض التيكوئيك لكنها تمتلك بروتينات شحمية تدعى مورين؛ وهي ذات أهمية لربطها طبقة الببتيدوغليكان مع الغلاف الخارجي. ويحوي الغلاف الخارجي على عديدات سكريد شحمية (LPS) ذات أهمية في التسبب بالحرارة عند المضيف. وفي الغشاء الخارجي يوجد بروتينات بورين، تسمح بدخول المغذيات

## من الجراثيم سلبية الغرام
- من المكوّرات: نايسّيرياسييَا Neisseriaceae (نايسيريا Neisseria ومواكسيلّا Moaxella)
- هوائيّة من المكوّرات: نايسّيريا، منها الغونوكوكات Neisseria gonorrhoeae والمينينغوكوكات Meningococcus
- مكورات لاهوائيّة: فايلّونيلّا Veillonella، ميغاسفيرا Megasphaera وآسيدآمينوكوكّوس Acidaminococcus
- مكورات الشكل، (عصيّات قصيرة) آسينيتوباكتير Acinobacter وكينغيلّا Kingella
- عصيات هوائيّة غير تخميريّة: بسويدوموناداسييا Pseudomonadaceae (بسويدوموناس Pseudomonas، بوركهولديريا Burkholderia، ستينوتروفوموناس Stenotrophomonas، شيوانيلّا Shewanella، سفينغوموناس Sphingomonas، كوماموناس Comamonas)
- عصيات غير بانية للبوغ (لاهوائيّة اختياريًّا) البكتيريا المعوية: سالمونيلا Salmonella، شيغيلا Shigella، إيشيريشيا Escherichia، ييرسينيا Yersinia، سيتروباكتير Citrobacter، كليبسييلا Klebsiella، كاليمّاتوباكتيريوم Calymmatobacterium، إينتيروباكتير Enterobacter، سيرآسيا Serratia، بروتييوس Proteus، فيبرييو Vibrio وآييروموناس Aeromonas
- عصيّات غير بانية للبوغ هوائيّة: بروسيلّا Brucella، فرانسيسيلّا Francisella، بورديتيلا Bordetella، ليجيونيلا Legionella، بارتونيلا Bartonella، كوكسييلا Coxiella، هيموفيلوس Haemophilus، باستوريلّا Pasteurella ومانّهامِيا Mannheimia، آكتينوباسيلّوس Actinobacilus، آيكينيلّا Eikenella، كابنوسيتوفاغا Capnocytophaga، كارديوباكتيريوم Cardiobacterium وغاردنيريلّا Gardnerella
- عصيات غير بانية للبوغ لاهوائيّة: باكتيروييداسِييا Bacteroidaceae
- لولبيات (سبيروكات Spirochete): تريبونيما Treponema، بورّيليا Borrelia وليبتوسبيرا Leptospira
- ملتويات (كالبراغي أو أشكال أخرى): كامبيلوباكتير Campylobacter، هيليكوباكتير Helicobacter، سبيريلّيوم Spirillum وستريبتوباسيلّوس Streptobacillus، ريكتسيا Rickettsia (تعيش داخل الخلايا)، إيرليشيا Ehrlichia، كلاميدياسييا Chlamydiaceae، ميكوبلاسماتاسييا Mycoplasmataceae.